# لوخ لوموند

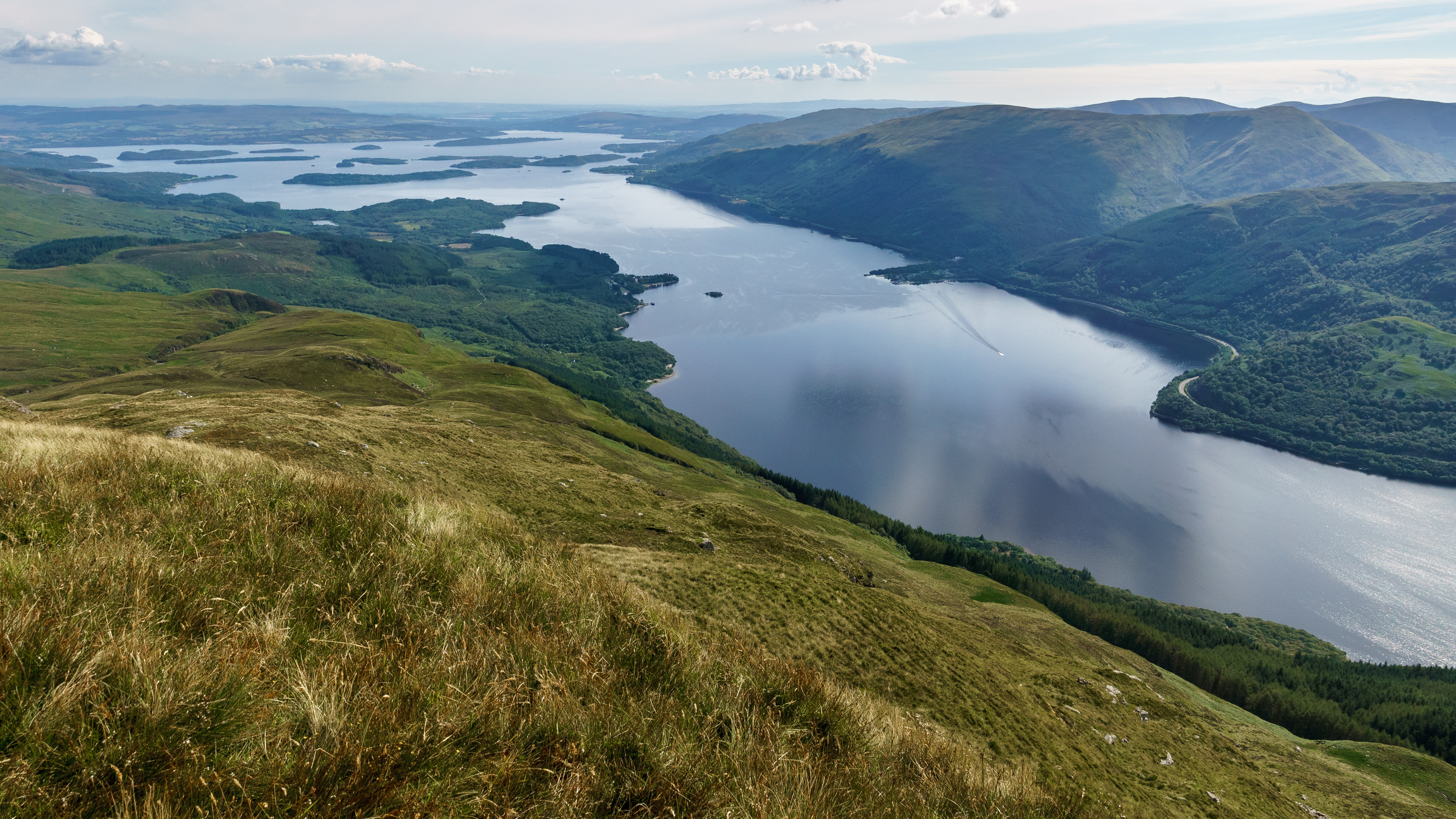
بحيرة لوخ لوموند.

لوخ لوموند (بالإنجليزية: Loch Lomond)‏ و(بالغيلية الإسكتلندية: Loch Laomainn) - وتعني: بحيرة الدردار، هي بحيرة إسكتلندية للمياه العذبة تعبُر صدع المرتفعات الحدودي، وغالباً ما تعتبر أنها الحد الفاصل ما بين المرتفعات والأراضي المنخفضة بوسط إسكتلندا. تشكل بحيرة لوموند جزءاً من الحدود بين مقاطعتي ستيرلينجشاير ودونبارتونشاير، وهي مقسمة بين مناطق ستيرلينغ وأرغايل آند بيوت ووست دونبارتونشاير. تقع شواطئها الجنوبية على بُعد نحو 23 كيلومتراً (14 ميلاً) شمال غرب وسط غلاسكو التي تعد أكبر مدينة في إسكتلندا.